# Mathieu Leclercq
Pour les articles homonymes, voir Leclercq.
Mathieu Leclercq, né à Herve le 17 janvier 1796 et mort à Saint-Josse-ten-Noode le 15 mars 1889 est un juriste et un ancien ministre belge.

## Biographie
Avocat à 21 ans, il devient membre du conseil communal de Liège. À 29 ans, il est nommé Conseiller à la Cour supérieure de justice de Liège.

### Vie politique
Lors de l'indépendance de la Belgique, Mathieu Leclercq fait partie du Congrès national. Il y joue un rôle très actif en défendant l'instauration d'une monarchie à la place d'une république. 
Il sera élu membre de la première Chambre des représentants. En 1833, il est nommé conseiller à la Cour de cassation belge et en 1836, il devient Procureur Général du Royaume. En 1840, il est nommé Ministre de la Justice dans le Gouvernement Lebeau II.

### Le refus d'une ambassade à Rome
Le nom de Matthieu Leclercq fut mêlé à un incident diplomatique entre le Saint-Siège et le gouvernement belge, qui fit beaucoup de bruit à l'époque. En effet, comme nous le rapporte Louis Hymans « le Pape refusa d'agréer, comme ministre à Rome, M. Leclercq, ancien membre du Congrès, procureur général à la Cour de cassation. M. Leclerq était l'un des hommes les plus considérés du pays. Personne ne pouvait révoquer en doute son respect pour la religion. Mais il avait fait partie du cabinet libéral de 1840. Ce fut une raison suffisante pour lui valoir cette offense de la part du Saint-Siège ».
Il est inhumé au Cimetière de Bruxelles à Evere.